# Saint-Hilaire-sur-Helpe
Saint-Hilaire-sur-Helpe é uma comuna francesa na região administrativa de Altos da França, no departamento do Norte. Estende-se por uma área de 15.41 km². Em 2010 a comuna tinha 856 habitantes (densidade: 55,5 hab./km²).